# Marcel Bescos
Pas d'image ? Cliquez ici

a Compétitions nationales et continentales officielles uniquement.

b Matchs officiels uniquement.
Marcel Bescos, né le 28 juin 1937 et mort le 17 juillet 2013 à Castres, est un joueur de rugby à XIII international français évoluant au poste de pilier. Il est champion de France en rugby à XIII avec l'Albi en 1962. Il a également été capitaine de l'équipe de France. 

## Biographie
Doté d'un physique impressionnant, 102 kilos, Marcel Bescos a effectué l'essentiel de sa carrière sous les couleurs de l'Albi XIII avant de rejoindre en fin de carrière le XIII limouxin. Formant avec Vadon et Conti une première ligne efficace à Albi, il devient champion de France en 1962. 
C'est sous le maillot de l'équipe de France qu'il réalise également de grandes performances sportives. Devenant capitaine de la sélection, il est de la sélection qui a tenu en échec l'Australie en janvier 1960 pour un match nul 8-8, ses adversaires Reg Gasnier et Johnny Raper confessant après la rencontre n'avoir jamais rencontré de pilier aussi fort, rapide et technique à la fois. Avec lui, la sélection tricolore s'impose à six reprises contre la Grande-Bretagne.
Après sa carrière sportive, il devient antiquaire et commercial aux établissements Mauriès.
Marcel Bescos meurt le 17 juillet 2013 à Castres d'une embolie pulmonaire.

## Palmarès
- Championnat de France :
  - 1 fois vainqueur en 1962 (Albi XIII).
  - 1 fois finaliste en 1960 (Albi XIII).

## Statistiques en équipe nationale
- 20 fois international de 1959 à 1966.
- 3 points (1 essai)
- Sélections par année : 1 en 1959, 8 en 1960, 3 en 1961, 2 en 1962, 1 en 1964, 3 en 1965 2 en 1966